# Погоня (село)
Пого́ня — село в Україні, у Тисменицькій міській громаді Івано-Франківського району Івано-Франківської області. Населення становить 235 осіб.

## Історія
19 серпня 2016 року у селі Погоня відбулося освячення пам'ятника воїну УПА Володимиру Васильовичу Волощуку «Остапу» (1924—1945).
В селі Погоня є монастир Успіння Матері Божої чину Святого Василія Великого, який має статус відпустового місця рівня Гошева і Зарваниці  та пам'ятник єпископу УГКЦ Софронові Дмитерку.

## Чудотворна ікона Матері Божої

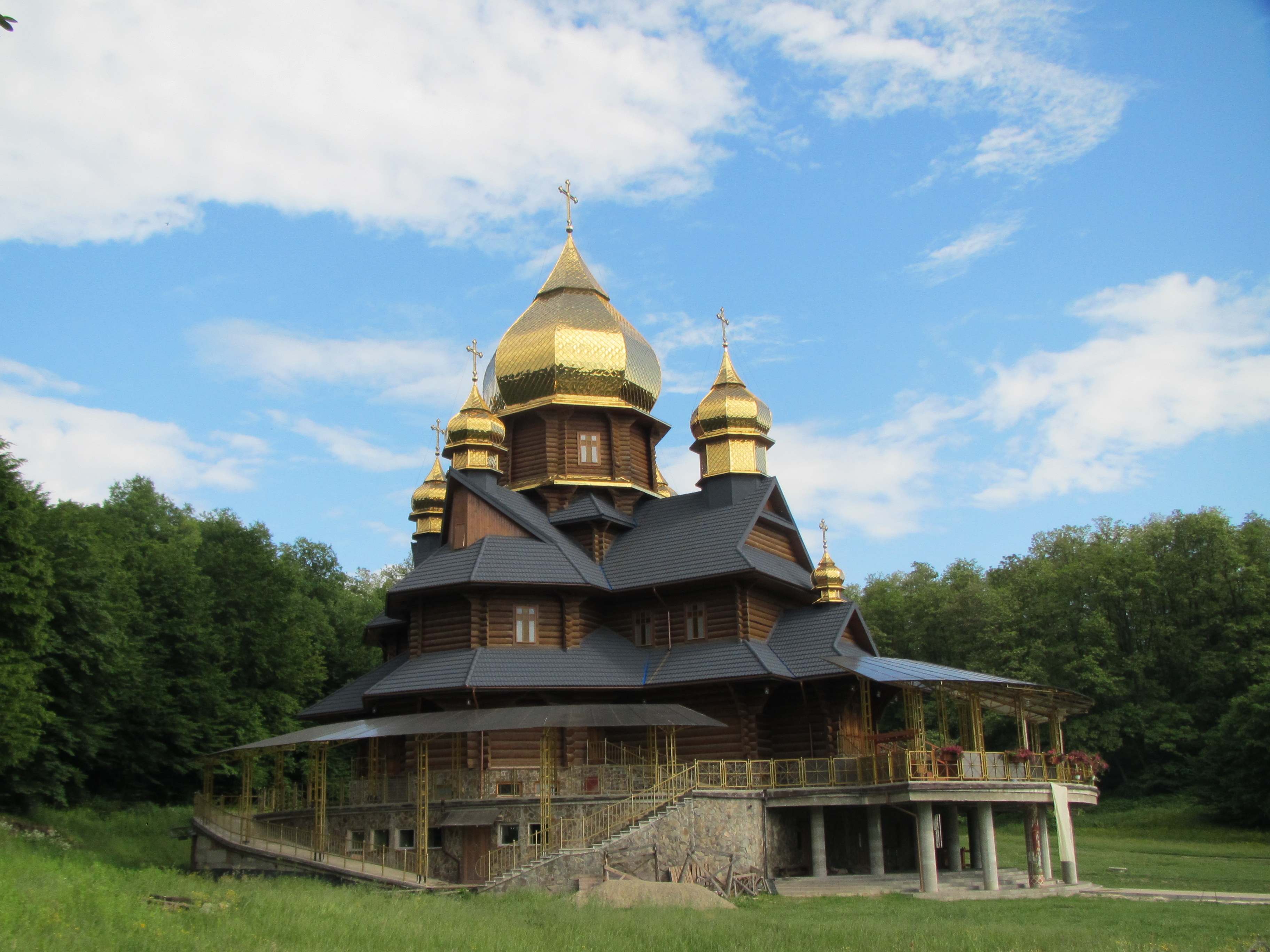
Церква Успіння Божої Матері

Перші письмові згадки про чудотворну ікону Матері Божої у василіянській чернечій обителі в с. Погоня неподалік Івано-Франківська записані в монастирській хроніці й датуються першою половиною XVII століття. Ця ікона Пресвятої Богородиці намальована невідомим автором не пізніше 1650 — і до кінця XVII століття була в маленькій церковці.
Згідно з відомостями літопису, у знак вдячності за ласки і чудесне зцілення, отримані при іконі Пречистої Діви Марії, на пожертви шляхтянок Іванни Велигорської з Потоцьких та Софії Загвойської з Угринських у 1736 році в обителі було збудовано нову церкву Успіння Пресвятої Богородиці.
Ікона Матері Божої в с. Погоня прославилася і пізніше численними чудами. На основі рішення Духовної комісії єпископ Атанасій Шептицький оголосив цю ікону благодатною, тобто чудотворною.
Свідченням чудотворної опіки Пресвятої Богородиці над жителями Галицького Покуття були численні дари-воти, що прикрашали цю ікону Матері Божої. На пожертви прочан було виготовлено в 70-х роках XVIII століття срібні позолочені шати та корони. Але в ході церковної реформи австрійського цісаря Йосифа II з цієї чудотворної ікони було знято коштовні шати і корони, а також усі воти, що прикрашали її.
9 червня 1908 року Папа Пій X своїм декретом наділив головний престіл монастирського храму Успіння Пресвятої Богородиці привілеєм чотирьох відпустів щороку (головний — на празник Успіння Пресвятої Богородиці).
Напередодні початку першої світової війни у Погоні розпочали спорудження нового храму, але війна не дозволила закінчити будівельні роботи. Найважчими для погонського монастиря були роки панування на наших теренах комуністичного режиму. Від вересня 1939 по червень 1941 років у монастирських приміщеннях облаштували військові казарми, а по війні тут відкрили інтернат для розумово неповносправних дітей. У 1946 році ця василіянська чернеча обитель остаточно ліквідована комуністичною владою, а кількох монахів переселили до Гошівського монастиря. Значну частину майна монастирської церкви, яку зруйнували 1950 року, у тому числі і чудотворну ікону на прохання вірних було перенесено до парафіяльної церкви села Пшеничники біля Погоні. У вкрай занедбаному стані (ікону замалювали звичайною сріблянкою) вона довший час перебувала на горищі будинку Франі Кавецької.
1992 року чудотворну ікону було передано до новозбудованої каплиці на території василіянського монастиря в Погоні. Після реставрації 27 червня 2001 року ікону благословив Святійший Отець Іван-Павло II, Папа Римський під час апостольської подорожі по Україні. Після реставрації чудотворну ікону Пресвятої Богородиці було урочисто перенесено до дерев'яної церковці на цвинтарі.
28 лютого 2002 року, за свідченням о. Никодима Гуралюка ЧСВВ, сталося чудесне самообновлення чудотворної ікони Матері Божої. Так з Божого Провидіння після довгих років пошуків Погонську чудотворну ікону Матері Божої нарешті віднайшли.
Погонська Мати Божа, зображена на чудотворній іконі, у яку стріляв один комуніст і знаки того пострілу залишилися на правій руці Пречистої Діви Марії, не перестає заступатися перед Господом за всіх, що до неї прибігають.
Копію чудотворної ікони подарували Папі Римському Бенедикту XVI.